# 日曜日 (back numberの曲)
「日曜日」（にちようび）は、back numberの5枚目のシングル。

## 解説
- 4thシングル「恋」から約2ヶ月ぶりのリリース。
- ジャケット・PVには石川理咲子が出演。

## 収録曲
- 全作詞作曲：清水依与吏、編曲：back number（特記除く）
- 3rdアルバム『blues』収録(#1)

1. 日曜日（作曲：清水依与吏、川村結花、編曲 & ストリングスアレンジ：島田昌典）
  - TBS系ドラマ「スープカレー」主題歌
2. one room（ピアノアレンジ：村田昭）
3. アイアムノットイナフ
4. 日曜日 (instrumental)
5. one room (instrumental)
6. アイアムノットイナフ (instrumental)